# Katalin Kovács
Katalin Kovács (Budapest, 29 febbraio 1976) è una canoista ungherese.
Ha vinto due argenti ai Giochi olimpici di Sydney 2000 e una medaglia d'oro nel K2 500 m in coppia con Natasa Janics e una d'argento nel K4 500 m ad Atene 2004.

## Palmarès
- Olimpiadi

Sydney 2000: argento nel K2 500 m e K4 500 m.
Atene 2004: oro nel K2 500 m e argento nel K4 500 m.
Pechino 2008: argento nel K4 500 m e oro nel K2 500 m.
Londra 2012: oro nel e K4 500 m e argento nel K2 500 m.

- Mondiali

1997 - Dartmouth: argento nel K4 500 m.
1998 - Seghedino: oro nel K4 200 m e argento nel K4 500 m.
1999 - Milano: oro nel K4 200 m e K4 500 m, bronzo nel K1 1000 m e K2 500 m.
2001 - Poznań: oro nel K4 200 m e K4 500 m, bronzo nel K1 500 m.
2002 - Siviglia: oro nel K1 500 m, K1 1000 m e K4 500 m.
2003 - Gainesville: oro nel K1 500 m, K1 1000 m, K4 200 m e K4 500 m.
2005 - Zagabria: oro nel K2 200 m.
2006 - Seghedino: oro nel K2 200 m, K2 500 m, K2 1000 m, K4 200 m, K4 500 m e nel K4 1000 m.
2007 - Duisburg: oro nel K1 500 m e K1 1000 m, argento nel K4 200 m e K4 500 m.
2009 - Dartmouth: oro nel K2 200 m e nel K4 500 m, argento nel K4 200 m.
2010 - Poznań: oro nel K2 500 m e K4 500 m, argento nel K1 500 m e K1 1000 m.
2011 - Seghedino: oro nel K2 200 m e nel K4 500 m.
2013 - Duisburg: argento nel K2 500 m.
- Campionati europei di canoa/kayak sprint

Plovdiv 1997: argento nel K2 1000m e K4 500m.
Zagabria 1999: oro nel K4 500m, argento nel K1 500m, K1 1000m, K2 1000m e K4 200m.
Poznań 2000: oro nel K4 200m, argento nel K2 500m e K4 500m.
Milano 2001: oro nel K1 500m e K4 500m, argento nel K1 1000m.
Seghedino 2002: oro nel K1 500m, K1 1000m e nel K4 500m.
Poznań 2004: oro nel K1 1000m, argento nel K4 200m e K4 500m.
Poznań 2005: oro nel K2 200m, K2 500m e K2 1000m.
Račice 2006: oro nel K2 200m, K2 500m, K2 1000m, K4 200m, K4 500m e K4 1000m.
Pontevedra 2007: argento nel K1 500m, K1 1000m, K4 200m e K4 500m.
Milano 2008: oro nel K1 500m.
Brandeburgo 2009: oro nel K1 500m, K1 1000m e K4 200m, argento nel K2 200m.
Trasona 2010: oro nel K2 200m e K2 500m.
Belgrado 2011: oro nel K1 1000m, K2 200m e K2 500m.